# 肝付町立高山中学校
肝付町立高山中学校（きもつきちょうりつ こうやまちゅうがっこう）は、鹿児島県肝属郡肝付町前田にある町立中学校。
1947年に高山町立高山中学校として開校。市町村合併により2005年7月より現校名に改称した。生徒数は250人（2024年4月現在）。

## 著名な出身者
- 鶴岡慎也 - プロ野球選手